# Hyles ruhlii
Hyles ruhlii är en fjärilsart som beskrevs av Bandermann. Hyles ruhlii ingår i släktet Hyles och familjen svärmare. Inga underarter finns listade i Catalogue of Life.